# Gynoplistia rieki
Gynoplistia rieki là một loài ruồi trong họ Limoniidae. Chúng phân bố ở miền Australasia.